# 王鐸 (宣德進士)
王鐸（1397年—1456年），字文振，四川順慶府廣安州岳池縣人，民籍，明朝政治人物。

## 生平
宣德八年（1433年）癸丑科第三甲第十名進士。。授行在刑科給事中，歷順天府丞，卒于官。